# Střekov

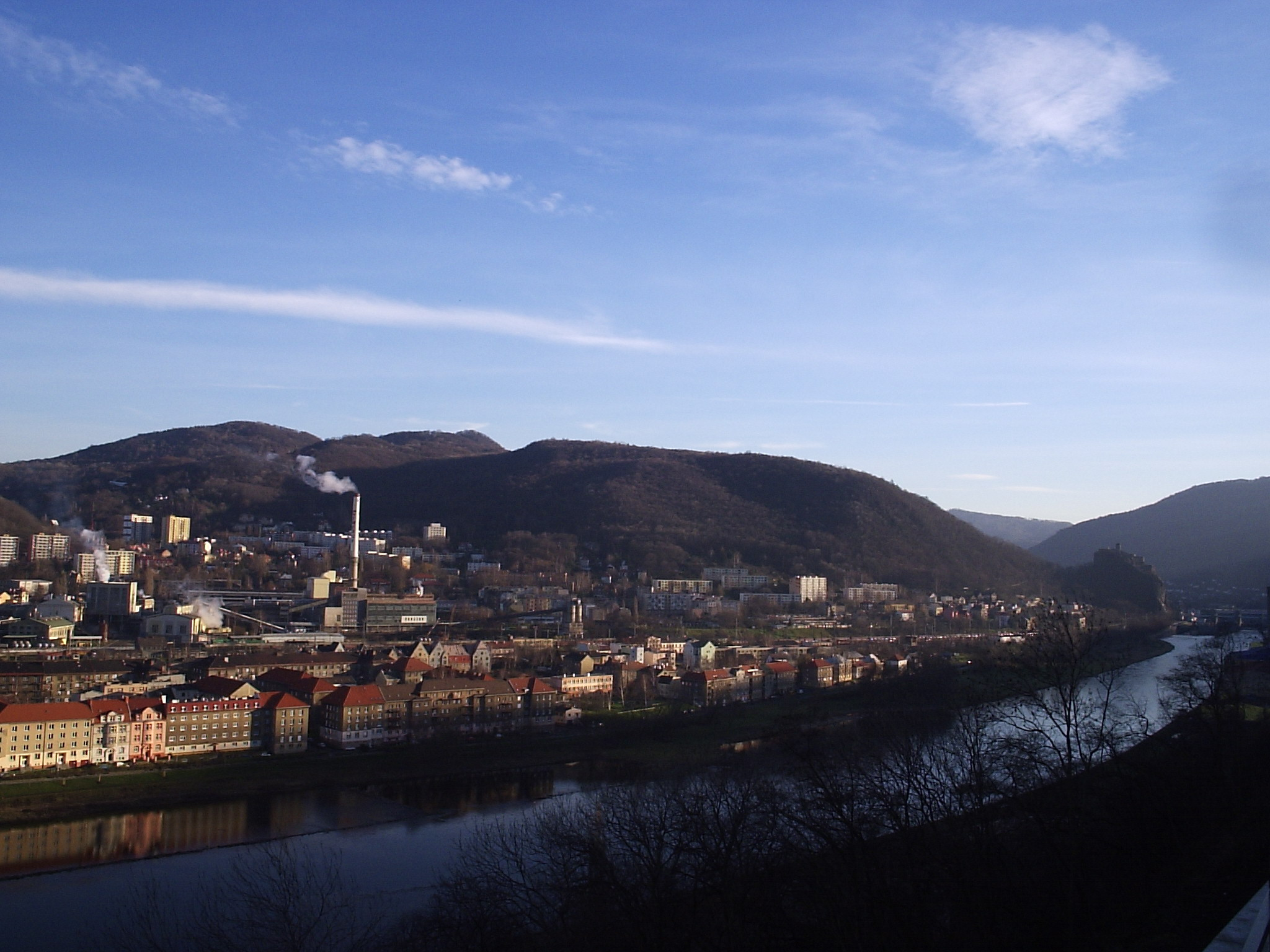
Panorama Střekova, w głębi zamek

Střekov jest dzielnica Ústí nad Labem położona na prawym brzegu Łaby. Słynna z zamku Střekov.
Ústí nad Labem-Střekov jest gmina miejska (obvod) Ústí nad Labem położona na prawym brzegu Łaby, składający się z dzielnic Střekov, Brná, Církvice, Kojetice, Olešnice, Sebuzín i Svádov.  